# バート・ヨール
バト・イェオール （ヘブライ語：בת יאור; 英語: Bat Ye'or; ヘブライ語で「ナイルの娘」の意。本名ジゼル・リットマン Gisèle Littman、生名オレビー Orebi）は、エジプト出身の英国人の歴史家。中東における非ムスリム、特にイスラーム統治下に生きたキリスト教徒、ユダヤ教徒のズィンミーの歴史を専攻する。
バト・イェオールはこれまで『ユーラビア―ユーロ＝アラブ枢軸』（Eurabia: The Euro-Arab Axis, 2005年）、『イスラームとズィンミテュード―文明の衝突するところ』（Islam and Dhimmitude: Where Civilizations Collide, 2001年）、『東方キリスト教の衰退―ジハードからズィンミテュードへ』（The Decline of Eastern Christianity: From Jihad to Dhimmitude, 1996年）、『ズィンミー―イスラーム下のユダヤ教徒・キリスト教徒』（The Dhimmi: Jews and Christians Under Islam, 1985年）など8冊の書物を著している。
また国際連合 やアメリカ合衆国議会 などでブリーフィングを行ったほか、ジョージタウン大学、ブラウン大学、イェール大学、ブランダイス大学、コロンビア大学など主要大学で講演を行っている。

## 前歴
バト・イェオールは1933年、エジプトのカイロで中産階級のヨーロッパ人家庭に生まれた。しかし1957年、彼女はイタリア人の父、フランス人の母とともにエジプトを離れ、無国籍の難民としてロンドンに至る。1958年、まずロンドン大学ユニヴァーシティ・カレッジの考古学研究所に通い、1959年に結婚して英国市民となった。1960年、ジュネーブ大学で研究を継続するためスイスへ渡った。
彼女はその経験を以下のように語っている。
バト・イェオールは英国人歴史家デイヴィッド・リットマンと結婚し、さかんに共同研究を行っている。

## 研究
歴史に関わるはじめての出版は1971年、ユダヤ教徒エジプト女性を意味するアラビア語の筆名ヤフーディーヤ・ミスリーヤによるLes Juifs en Egypte（『エジプトのユダヤ教徒』）である。同書でバト・イェオールは、イスラーム統治下に生きたズィンミーの観点から、エジプトのユダヤ教徒コミュニティの歴史をコプト教徒の研究とともに、年代的に叙述している。
1980年、Le Dhimmi: Profil de l'opprimé en Orient et en Afrique du Nord depuis la conquête Arabe.（ズィンミー―アラブの征服以降のオリエントおよび北アフリカにおける被抑圧者たち）を出版。同書は7世紀から現在に至るイスラーム統治地域の非ムスリムの待遇に関するイスラーム神学者、法学者の見解についての歴史学的研究である。この研究はズィンミテュードの状態に生きた非ムスリムについての大部の一次史料、すなわち外部あるいは内部の文書と証言が大部分を占める。
1991年、Les Chrétientés d'Orient entre Jihad et Dhimmitude:VIIe-XXe siècle.（ジハードとズィンミテュードの狭間の東方キリスト教徒―7世紀から20世紀）を出版。本書においてバト・イェオールは、イスラム世界において、キリスト教徒共同体をゆるやかに経済的、社会的、法的、宗教的に摩滅させるために用いられたさまざまな手順を分析する。これらによってキリスト教徒は繁栄する多数派から散り散りの宗教的少数派となり、徐々に消えていったのである。この研究ではズィンミテュードの機能を、拡張主義的なジハードとシャリーアの文脈の枠内で分析しようとしている。本書の後半は、イスラームおよび非イスラーム双方からのズィンミーに対するムスリムの行為を記述する広範な文書からの引用からなる。
2002年、Islam and Dhimmitude: Where Civilizations Collide（イスラームとズィンミテュード―文明の衝突するところ）を出版。この研究で、バト・イェオールは、宗教的、歴史的諸史料を用いてイスラーム統治に服するズィンミーの法的、社会的状況について、分析をさらに進めている。
最近著は2005年のEurabia: The Euro-Arab Axis（ユーラビア―ユーロ＝アラブ枢軸）である。同書は、1970年代以降の欧州連合（以前の欧州経済共同体）とアラブ諸国との関係史である。ヨールはここで一方に急進的アラブ、急進的ムスリムと、一方にファシスト、社会主義者、ナチスを置いてその結びつきを見いだす。そのうえで彼女の見るところでは、これがヨーロッパ文化と政治における増大するイスラームの影響力の起源であるとするのである。「ユーラビア」はそもそもは1970年代半に欧州アラブ世界友好関係調整委員会によって発行された雑誌の題名であった。しかしこの語をヨーロッパに対するアラブおよびイスラームの影響力に対する言葉として用いて普及させたのはバト・イェオール自身の功績といえよう。ヨールはこの語の起源を同書のなかで次のように説明する。

## テーマ
バト・イェオールは造語「ズィンミテュード」を用いることで知られている。これについては『イスラームとズィンミテュード―文明の衝突するところ』で詳説される。彼女はこの語がレバノンの次期大統領に選出され暗殺されたファランヘ党（カターイブ）民兵の指導者バシール・ジュマイヤルによるものと説明している。
バト・イェオールはズィンミテュードを「ジハードに起因する特定の社会的状態」 で「屈辱的状態を受け入れるよう」求められた「異教徒」の「恐怖と不安の状態」のことであるという。彼女は「ズィンミー状態はジハードの文脈上においてのみ理解しうる」と考え、イスラームの神学的教義とムスリムが多数派を占める地域に住んだ歴史的地域的にさまざまなキリスト教徒やユダヤ教徒の苦しみの関係を調査している。ヨールの議論するところでは、ジハードの大義は「ムハンマドの没後、ムスリム神学者によって8世紀頃に醸成され、長い歴史のあいだに三大陸にまたがる広い一帯の征服へと導いた」のであった。彼女は言う。
ジャック・エリュールは『東方キリスト教の衰退』への序文で、バト・イェオールの観点を要約して次のように言う。バト・イェオールの注目する点は「相補的なシステムとしてのジハードおよびズィンミテュードである……（ジハードには）多くの解釈がある。時に強調されるのは精神面でのこの『闘争』の性質である。そこでは、実に信者自身がもつ悪の傾向に対してなさねばならない闘いが言及されるだけである……この解釈は、決してジハードの全ての面を説明していない。また時に人は事実を掩蔽し、余談としてしまうことを好む。（イスラームの）拡大は戦争を通じて起こったのである！」　バト・イェオールは全てのムスリムがいわゆる「好戦的社会的ジハード論」に同意しているとするのは誤りと論じている。しかし1990年の「イスラームにおけるカイロ人権宣言」におけるシャリーアの役割は、彼女の言うイスラームを受け入れない人びととの終わらない闘いが今なおイスラム国家において「現実のパラダイムとして機能している」ことを証明しているという。
バト・イェオールは、東方キリスト教の地がイスラームの地へ急速に変容するさまに注目する。ここでキリスト教徒の堕落と分裂がそれに貢献しており、さらにイスラームに対して被征服民への法的支配のモデルを与えさえした可能性があると結論。そしてユーゴスラヴィアは、キリスト教徒が何世紀にもわたりズィンミテュードのもとにあり、ズィンミテュードが抉る傷跡の長く残った地であると示唆している。
ほかにバト・イェオールが論ずる問題には以下のようなものがある。
- イスラーム文化における多元論の存在あるいは欠如（東欧に注目）。
- イスラーム文化における人権侵害
- ジハードを形作る神学的規定
- ムスリムはズィンミーの歴史をどのように解釈するか
- ムスリムによる聖典の宗教的解釈が歴史と現代の諸事件にたいするイスラーム的解釈にどのように影響しているのか
- 「文明間の対話」と「他者の否定」

国連人権委員会に対し、国際人文倫理学連合を含む諸NGOが発した声明で、バト・イェオールはジハードとズィンミテュード概念の研究を先導する専門家とされている。

## 反響
バト・イェオールの研究は、イスラームおよび中東に関わる学問的歴史研究者と政治評論家から賞賛と批判双方を呼んだ。総じて反イスラーム主義の論理に従っているという批判が多い。
英国の歴史家サー・マーティン・ギルバートは『ユーラビア―ユーロ＝アラブ枢軸』について次のように評している。「本書は広範な歴史的資料と現代資料、事実双方を用いて欧州連合がいかにしてヨーロッパそれ自体の倫理性と価値観へのイスラームの敵意によって破壊されているのかというストーリーを提示している。アラブ・イスラエル対立の公平な解決を求める読者は、本書に示される不公正な圧力、周到な歪曲の証拠に衝撃を受けるだろう。ヨーロッパの精神的独立は徐々に蝕まれつつあることを示しているのだ」
ニーアル・ファーガソン・ハーバード大学ローレンス・A・ティッシュ歴史学講座教授は「これまでバト・イェオール以上にイスラーム過激主義の威嚇的性格に注意をひいた執筆者はいない。後世の歴史家は、彼女の打ち出した『ユーラビア』の語を預言的なものとして扱うだろう」と書いている。イスラームと西洋の関係について著述しているアメリカ人ロバート・スペンサーは、彼女を「イスラーム法下の非ムスリムへの制度的差別・ハラスメントであるズィンミテュードにかかわる先駆的研究者」と評する。スペンサーは、彼の考えるところでは「中東学学界」が恐れた、あるいは無関心であったこの分野を、バト・イェオールが学術的研究分野へと転換したのだと論ずる。英国の作家デイヴィッド・プライス＝ジョーンズはヨールを「勇敢にして慧眼なる精神のカッサンドラ」と呼ぶ。
シカゴ大学のジョン・ヘンリー・バロウズ・イスラーム歴史文学講座教授マイケル・セルズは次のように論ずる。「キリスト教伝来以前のあるいは古い非キリスト教徒コミュニティのヨーロッパにおける存在を、他地域におけるその消滅の理由と同じく隠蔽することで、バト・イェオールは、彼女のいうキリスト教的・啓蒙的価値観のヨーロッパと常に現在形の迫害的なイスラーム地域という差別的な比較を構築している。慎重かつ綿密な方法で、ヨーロッパにおける非キリスト教徒の環境とイスラーム統治下の非ムスリムとを現実的に比較する可能性が提起されるたび、バート・ヨールはそのような比較を排除する」
イスラーム史の研究者ジョン・エスポズィトは、バト・イェオールには学術的な信頼性・資格の検証が欠けていると批判している。
『東方キリスト教の衰退―ジハードからズィンミテュードへ』の書評で、アメリカの研究者ロバート・ブレントン・ベッツは、同書はユダヤ教についてキリスト教と少なくとも同量の扱いをしており、書名は誤解を招き、主題に問題があるとコメントしている。そのうえで「本書の全体的なトーンは、どぎつい反イスラーム色である。イスラーム政府による反キリスト教行動の最悪の例、たとえば1915年の悲惨なアルメニア人虐殺事件のように、いつも戦時やイスラーム政府自体が崩壊の脅威にさらされている際の例を恣意的に選択して取り上げてなされた研究である。さらにつけくわえれば、いわゆる西洋文明へのイスラームの脅威を悪霊のごとく言い立てる試みであって、最終的には全体にくだらない、苛立たしいものである」
アメリカの研究者ジョエル・ベイニンによれば、バト・イェオールはエジプト・ユダヤ教徒史における「新哀史」的な展望を例示している。ベイニンによるとこの展望は「エジプトのユダヤ教徒史についての模範的シオニスト解釈」として「奉献された」のであった。エジプトのユダヤ教徒として、バト・イェオールはその内容の信頼性を主張し、権威を得た。そして「イスラエルそして西洋でその研究者と一般大衆に幅広く受け入れられたのである」。
英国人ジャーナリストのジョハン・ハリーは、バト・イェオールの作品が反ユダヤ主義に「驚くほど類似したイデオロギーを示していると述べる。ハリーはヨールの見解を「21世紀のメッカ賢者の議定書」（20世紀の悪名高い偽造文書「シオン賢者の議定書」から）と喩えている。
クレイグ・R・スミスは『ニューヨーク・タイムズ』の記事で、バト・イェオールを「新ユダヤ教右派のもっとも急進的な声」の一つとして言及している。

## 著作
オンライン著作一覧
- バト・イェオールの著作一覧

単行本
- Eurabia: The Euro-Arab Axis, 2005, Fairleigh Dickinson University Press, ISBN 0-8386-4077-X
- Islam and Dhimmitude: Where Civilizations Collide, 2001, Fairleigh Dickinson University Press, ISBN 0-8386-3942-9; ISBN 0-8386-3943-7 (with David Littman, translated by Miriam Kochan)
- The Decline of Eastern Christianity: From Jihad to Dhimmitude;seventh-twentieth century, 1996, Fairleigh Dickinson University Press, ISBN 0-8386-3678-0; ISBN 0-8386-3688-8 (paperback).
- The Dhimmi: Jews and Christians Under Islam, 1985, Fairleigh Dickinson University Press, ISBN 0-8386-3233-5; ISBN 0-8386-3262-9 (paperback). (with David Maisel, Paul Fenton and David Littman; foreword by Jacques Ellul)
- Les Juifs en Egypte, 1971, Editions de l'Avenir, Geneva (in French, title translates as "The Jews in Egypt")

論集内
- "The Dhimmi Factor in the Exodus of Jews from Arab Countries" in: Malka Hillel Shulewitz (ed.), The Forgotten Millions. The Modern Jewish Exodus from Arab Lands, Cassell, London/New York 1999; Continuum, 2001, ISBN 0826447643 (pp. 33-51)
- "A Christian Minority. The Copts in Egypt" in: Case Studies on Human Rights and Fundamental Freedoms. A World Survey. 4 vols. The Hague: Martinus Nijhoff, 1976, ISBN B000KESXYQ

ドキュメンタリー
- Contribution to the documentary Islam: What the West Needs to Know

## 註
1. 1 2  Griffith, Sidney H. (1998). “The Decline of Eastern Christianity under Islam: From Jihad to Dhimmitude, Seventh-Twentieth Century by Bat Yeor, Miriam Kochan, David Littman”. International Journal of Middle East Studies 30 (4):  619-621.
2. ↑  Duin, Julia (2002年10月30日). “State of 'dhimmitude' seen as threat to Christians, Jews”. Washington Times. "エジプト生まれの歴史家バト・イェオールとそのデイヴィット・リットマンは今月、イスラーム政府統治下のキリスト教徒、ユダヤ教徒の地位叙述のため案出した語『ズィンミテュード』についての講義のために、数カ所のキャンパスを訪れた"
3. ↑  Rosenthal, Amy K. (2006). “House of War”. Azure (Israel) 23. "バト・イェオール（ナイルの娘を意味するヘブライ語の筆名）はイスラームの研究者で『ズィンミテュード』に関わる研究の道を切り拓いている。ズィンミテュードとはアラビア語ズィンミーに由来する術語である。ズィンミーとはイスラム国家において制限と従属を前提として存在する非ムスリムのこと。バト・イェオールは直接この従属を経験している。出生地エジプトで迫害と差別の被害者となり、1957年に亡命を強いられたのである"
4. ↑  Glick, Caroline B. (2005年8月4日). “Mideast mythology”. Jerusalem Post. "ジハードのイデオロギーおよびアラブ＝ヨーロッパ政治において著名な研究者バト・イェオールは新刊『ユーラビア』で、西欧が初期のイスラエル支持を放棄したのは、イスラエルが1967年の6日間戦争であげた衝撃的な勝利の後ではなく、1973年の石油輸出国機構による石油禁輸の直後であることを、非常に明瞭なものとした"
5. ↑  Pipes, Daniel (2003). Miniatures : Views of the Islamic and Middle Eastern Politics. Transaction. pp. 114. ISBN 0765802155. "研究者バト・イェオールは非ムスリムとはすなわち歴史を通じて『戦争、奪取、ズィンミテュード、奴隷制、死』を意味したのだと説明している"
6. 1 2   (pdf) Jihad Ideology and Negationism lead to an Exclusion from Humanity. E/CN.4/Sub.2/2005/NGO/31. (2005-07-15).
7. ↑  Congressional Human Rights Caucus Members' Briefing: Human Rights and the Concept of Jihad
8. ↑  Poller, Nidra (2005年2月7日). “The Brave New World of Eurabia”. The New York Sun
9. 1 2 3 4  Duin, Julia (2002年10月30日). “State of 'dhimmitude' seen as threat to Christians, Jews”. Washington Times
10. ↑  Darmon, André (7 2007). “L'Europe au coeur d'un futur califat”. Israel Magazine (77). "バト・イェオール——私はエジプト・カイロでユダヤ教徒ブルジョアジーの家族に生まれた。父はイタリア人、母はフランス人だった。祖父は例外的にエジプト国籍を与えられ、オスマン朝スルタンによってベイに任じられた。父はベニート・ムッソリーニによる人種差別的諸法のためイタリア籍を捨てることを決めた。しかしガマール・アブドゥル＝ナーセルが権力を握ったとき、母の財産はフランス人であるため、そして父の財産はユダヤ教徒であるために没収されたのである。家に閉じこもることを強いられた。公共の場所から閉め出された。その瞬間、私たちはエジプトから逃れることを決めたのだった。監禁の恐怖から、多くの人びとはひそかに逃れたのである。

私たちは、全てのエジプト人ユダヤ教徒と同様に、財産、パスポート、持っていれば国籍を放棄する書類に署名を強制された。持っていれば、というのはユダヤ教徒の大部分はオスマン帝国臣民としての国籍を持っていたが、エジプト国民としての国籍は持っていなかったからである。ユダヤ教徒は書面でエジプト国家にいかなるものも要求しないと書面で約束したのである。私たちの権利はわずかにスーツケース1つだけであった。それもかき回され地面に投げつけられた。税関は少なくとも20エジプト・ポンドを徴収した。病弱な両親への恐ろしい振る舞いと侮辱は言うまでもない"
11. 1 2  Whithead, John W. (2005年6月9日). “Eurabia: The Euro-Arab Axis, An interview with Bat Ye'or”.  The Rutherford Institute (U.S.). 2007年11月29日閲覧。
12. ↑  Landau, Paul (2007年1月2日). “De la dhimmitude à l'Eurabie” (フランス語). Jerusalem Post (édition française). "私は日頃から自分のことを書くものであると感じており、エジプトにいるときに執筆を始めていた。しかしそれは全て燃やしてしまった……イギリスで再び書くことを始めた。追い立てられたつらい経験を克服する慰めとなったのは、歴史的観点から再検討することだったのだ。預言者エレミヤの時代から続くユダヤ教徒共同体が破壊される時を生きたことを知った。しかしまた、この共同体の歴史と苦しみを語る書物もないことを知った。このことが最初の本Les Juifs en Egypteを書かせることになったのである。"
13. ↑  Nemoy, Leon (1985). “Bat ye'or's "The Dhimmi"”. The Jewish Quarterly Review. New 76 (2):  162-164. "本書において文書の部が最も重要なのは明らかである。文書の部はムスリムと非ムスリムの一般的な関係について、また非ムスリムマイノリティがいかに扱われるべきか、というイスラーム神学者、法学者の見方、そして非ムスリムマイノリティの個人と外国人が見た、そうであっただろうズィンミーの人生のあり方を読者に提供している。読者は各処でヨールの見解とは一致しないかもしれない。しかしこれら一次史料たるムスリムによる文書を疑うことはできないし、またズィンミーと外部の観察者による事実に基づく記録は、全てとは言えないが後者の一部は必ずしも親セム的なものではないこともあり、嘘八百の記録と性格づけることはできない。これらの証言は中世から現代にいたる歴史を通じてイスラーム統治下の非ムスリムの生活の現実的状況を観察した人びとによるものである。これら証拠を示す文書から得たヨールの結論は徹頭徹尾基本的には非常に信頼できるものである。"
14. ↑  Lappen, Alyssa A. (2005-04-05). “Triple-pronged Jihad — Military, Economic and Cultural”. American Thinker.
15. ↑  Ye'or, Bat (10 October 2002). "Dhimmitude Past and Present: An Invented or Real History?". Lecture at Brown University. 2007年11月29日閲覧。
16. ↑  Schultz, Forrest W. (2004年4月30日). “Important New Book on Islam Published (msg00000.html)” (zip).  University of Edinburgh. 2007年11月29日閲覧。
17. ↑  Desrochers, Donna (2002年2月28日). “Americans should educate themselves about jihad's "culture of hate," says WSRC speaker”.  Brandeis University. 2007年11月29日閲覧。
18. ↑  Dreher, Rod (2002年10月29日). “Damned If You Do”.  National Review Online (U.S.). 2007年4月30日時点のオリジナルよりアーカイブ。2007年11月29日閲覧。
19. ↑  Ye’or, Bat (2002年7月1日). “Jihad and Human Rights Today”.  National Review Online (U.S.). 2007年11月29日閲覧。
20. ↑  Jansen, G. Richard (2003年1月1日). “The Christian West Confronted by Militant Islam 632-2003 C.E.”.  Colorado State University. 2007年11月29日閲覧。
21. ↑  Jansen, G. Richard (2007年6月15日). “Albanians and Serbs in Kosovo: An Abbreviated History-An Opening for the The Islamic Jihad in Europe”.  Colorado State University. 2011年4月27日時点のオリジナルよりアーカイブ。2007年11月29日閲覧。
22. ↑  Gilbert, Martin. Review reproduced on the back cover of Eurabia: The Euro-Arab Axis.
23. ↑  Ferguson, Niall. Review reproduced on the back cover of Eurabia: The Euro-Arab Axis.
24. ↑  Lamb, Brian (2006年8月20日). “Robert Spencer interview (transcript)”.  C-SPAN. 2007年11月29日閲覧。
25. ↑  Pryce-Jones, David (2005-05-09). “Captive continent”. National Review.  オリジナルの2007年9月26日時点におけるアーカイブ。.
26. ↑  Qureshi, Emran (2003). The New Crusades: Constructing the Muslim Enemy. Columbia University Press. pp. 364. ISBN 0-231-12667-0
27. ↑  Betts, Robert Brenton (1997). “The Decline of Eastern Christianity Under Islam: From Jihad to Dhimmitude”. Middle East Policy 5 (3):  200-203.
28. ↑  Beinin, Joel (1998). The Dispersion of Egyptian Jewry: Culture, Politics and the Formation of a Modern Diaspora. University of California Press. pp. 15
29. ↑  Hari, Johann (2006-08-21). “Amid all this panic, we must remember one simple fact — Muslims are not all the same”. The Independent.
30. ↑  Smith, Craig R (2005年2月20日). “The World; Europe's Jews Seek Solace on the Right”. The New York Times

### 人物
- アヤーン・ヒルシ・アリ
- ブルース・バウワー
- スティーヴン・エマーソン
- オリアーナ・ファラーチ
- ヴィクター・デイヴィス・ハドソン
- バーナード・ルイス
- ダニエル・パイプス
- ロバート・スペンサー
- イブン・ワッラーク

### 思想・事項
- 反イスラーム主義
- エスノセントリズム
- イスラーム教徒による宗教的迫害
- ズィンミー